# Gabor Bilkei
Gabor Bilkei (* 1944; † Ende Dezember 2015) war ein ungarisch-schweizerischer Tierarzt, der 1999 von einem Geschworenengericht wegen vorsätzlicher Tötung seiner Frau Heike Bilkei (* 1964) verurteilt wurde. Der Fall gehört zu den bekanntesten und aufsehenerregendsten Kriminalfällen der Schweiz.
Der ungarische Tierarzt und Fünfkämpfer Gabor Bilkei immigrierte 1971 in die Schweiz. Als er die Betreuung von Nachwuchsfünfkämpfern übernahm, lernte er 1983 als verheirateter Mann die damals 19-jährige Heike S. kennen, die die Freundin eines seiner Schützlinge war. Die am Vierwaldstättersee aufgewachsene Reiterin und Schwimmerin begann eine Beziehung mit dem 20 Jahre älteren Mann und stieg bei ihm in die Praxis in Dübendorf ein, wo sie als Putzfrau und Buchhalterin tätig wurde. 1989 heiratete sie den nun geschiedenen Gabor Bilkei und brachte im Lauf der Ehe zwei Kinder zur Welt.

## Das Verschwinden Heike Bilkeis
Ende März 1996 verliebte sich die 32-jährige Heike Bilkei in einen ihrer Reitkollegen. Als Gabor Bilkei nach zwei Wochen dahinterkam, forderte er die Beendung des Verhältnisses. Eine Woche später nahm Heike Bilkei die Kinder und zog in die gemeinsame Ferienwohnung nach Emmetten im Kanton Nidwalden. Sie äusserte gegenüber ihrer Familie, dass sie nicht zu ihrem Ehemann zurückzukehren gedenke.
Am 29. April 1996 erschien Gabor Bilkei in der Ferienwohnung, was später von mehreren Personen bestätigt und von ihm nie bestritten wurde. Danach hörte nie wieder jemand etwas von Heike Bilkei. Sechs Wochen lang versuchte Gabor Bilkei, Heikes Familie davon abzuhalten, eine Vermisstenanzeige aufzugeben. Dann schaltete sich die Polizei ein. Bei der Durchsuchung der Wohnung wurde ein Fleck bemerkt, der die Beamten dazu veranlasste, die Räume auf Blutspuren zu untersuchen. Mit dem Luminolverfahren brachten sie vorher weggewischte, grossflächige Blutspuren im Lavabo, an einer Toilettentür und auf dem Schlafzimmerboden zutage. Gabor Bilkei erklärte diese Spuren mit einem Blutsturz, den er vor dem Fernseher im ersten Stock erlitten habe; Untersuchungen an der angegebenen Stelle konnten dies aber nicht bestätigen.
Am 4. Juli 1996 wurde Gabor Bilkei in Untersuchungshaft genommen. Bei der Befragung nach dem Verbleib seiner Frau lieferte er der Polizei die unterschiedlichsten Erklärungen. Der Aufenthaltsort variierte von Süddeutschland bis Südafrika, der Grund für eine angebliche Abreise von Drogenentzug über Schweinezuchtforschung bis zum heimlichen Durchbrennen mit einem Liebhaber. Die Polizei schenkte ihm keinen Glauben, und Aussagen von Zeugen, die Heike Bilkei nach dem 29. April noch lebend gesehen haben wollten, konnten nicht bestätigt werden.
Das ungewisse Schicksal der 32-jährigen Tierarztgattin erregte in der ganzen Schweiz grosse Aufmerksamkeit und beherrschte die Titelseiten grosser Tageszeitungen.

## Bestätigung des Todes
Am 28. März 1997 wurde in einem Waldstück bei Hinwil ein Schädel entdeckt. Vergleiche mit der DNA von Heikes Mutter sowie mit zahnmedizinischen Röntgenaufnahmen bestätigten, dass es sich dabei um den Schädel Heike Bilkeis handelte. Der zwei Monate zuvor aus der Untersuchungshaft entlassene Gabor Bilkei wurde erneut festgenommen und des Mordes angeklagt.

## Prozess
Im November 1999 kam es vor dem Obergericht Zürich zum Prozess gegen Gabor Bilkei. Die Anklage unter Staatsanwalt Pius Schmid forderte 18 Jahre Zuchthaus wegen Mordes und Betrugs; es wurden neun Geschworene und drei Berufsrichter aufgeboten sowie 136 Zeugen befragt. Das Material der Untersuchung, das während des vierwöchigen Prozesses erneut aufgearbeitet wurde, füllte 50 Bundesordner. Während des Prozesses verwickelte sich Gabor Bilkei laufend in Widersprüche. Pius Schmid bemerkte in seinem Plädoyer: «Ich bin seit 22 Jahren Staatsanwalt, aber es ist mir noch nie – noch gar nie – ein Angeklagter von einer solchen Verlogenheit unter die Augen gekommen.» 
Aufgrund der Lückenlosigkeit der Indizien wurde Gabor Bilkei wegen vorsätzlicher Tötung und Betrugs zu 14 Jahren Haft abzüglich Untersuchungshaft verurteilt. Der zweite Anklagepunkt des Betrugs hatte mit dem Fall Heike Bilkei nichts zu tun, sondern wurde laut Angaben von Pius Schmid ebenfalls mit in den Prozess genommen, um die mangelnde Glaubwürdigkeit des Angeklagten zu dokumentieren. Gabor Bilkei hatte 1990 einen Einbruch angezeigt und Gemälde und Teppiche im Wert von insgesamt 70'000 Franken als gestohlen gemeldet. Im Zuge der Ermittlungen im Tötungsfall Heike Bilkei wurden diese Gegenstände wieder bei Gabor Bilkei entdeckt, doch er bestritt, dass es sich dabei um dieselben Bilder und Teppiche handelte, obwohl zwei Gutachten dies bestätigten.
Gabor Bilkei stellte während seiner Haft mehrere Revisionsanträge bis vor das Bundesgericht, die aber alle mangels neuer Erkenntnisse abgelehnt wurden. Ein Drittel seiner Haftstrafe wurde ihm wegen guter Führung erlassen und so kam er im Januar 2006 frei. Auch nach Absitzen seiner Haftstrafe bestritt Gabor Bilkei sowohl die Tötung seiner Frau als auch, dass es sich bei dem gefundenen Schädel um denjenigen seiner Frau handelte. Bilkei heiratete wieder und führte mit seiner Ehefrau bis zu seinem Tod 2015 eine Tierarztpraxis in Dübendorf. Er erlag im Alter von 71 Jahren einem Krebsleiden.

## Dokumentation
- Sendung DOK: Kriminalfälle die die Schweiz bewegten: Die zwei Gesichter das Gabor Bilkei (Memento vom 7. April 2014 im Internet Archive) Information zur Dokumentation des Schweizer Fernsehens (PDF-Datei)